# Kosmetik des Bösen (Film)
Kosmetik des Bösen (engl. A Perfect Enemy) ist ein Thriller von Kike Maíllo, der im Oktober 2020 beim Sitges Film Festival seine Premiere feierte. Der Film basiert auf dem Roman Kosmetik des Bösen von Amélie Nothomb.

## Handlung
Als der erfolgreiche Architekt Jeremiasz Angust am Pariser Flughafen seinen Flug verpasst, wird er in der Lounge von einem seltsamen, jungen Mädchen angesprochen, die sich ihm als Texel Textor vorstellt. Er wird sie nicht los, und sie beginnt, ihm Geheimnisse aus seinem eigenen Leben zu erzählen.

## Produktion
Regie führte der Spanier Kike Maíllo. Der Film basiert auf dem Roman Kosmetik des Bösen (Originaltitel Cosmétique de l'ennemi) von Amélie Nothomb, der von dem Regisseur gemeinsam mit Cristina Clemente und Fernando Navarro adaptiert wurde.
Der Film erhielt von HessenFilm und Medien eine Produktionsförderung in Höhe von 450.000 Euro.
Die Dreharbeiten fanden von Anfang Dezember 2019 bis Mitte Februar 2020 in Maillos Geburtsstadt Barcelona, in Paris, im Frankfurter Bankenviertel und an den Baustellen des dortigen Flughafens, in Darmstadt, hier im Kongresscenter und am Darmstadtium, und in Kassel statt. Als Kamerafrau fungierte Rita Noriega.
Die Filmmusik komponierte Alex Baranowski. Das Soundtrack-Album mit 19. Musikstücken soll am 11. Februar 2022 von Sight Unseen als Download veröffentlicht werden. Ein erstes Stück hieraus wurde bereits Ende Januar 2022 vorgestellt.
Eine erste Vorstellung erfolgte am 16. Oktober 2020 beim Sitges Film Festival. Kurz zuvor wurde ein erster Trailer vorgestellt.

## Rezeption

### Kritiken
Von den bei Rotten Tomatoes erfassten Kritiken sind 86 Prozent positiv.

### Auszeichnungen
Sitges Film Festival 2020
- Nominierung im Official Fantàstic Competition (Kike Maíllo)[9]